# Меры против фанатиков
«Меры против фанатиков» (нем. Massnahmen gegen Fanatiker) — короткометражный фильм режиссёра Вернера Херцога, снятый в 1969 году. Лента может быть охарактеризована, как «тщательно продуманная практическая шутка, снятая на камеру».

## Сюжет
В фильме показаны несколько сотрудников ипподрома, рассказывающих о своей работе: «тренер лошадей» показывает, как он водит лошадь вокруг дерева в течение 36 часов; «специалист по допингу» утверждает, что в его обязанности входит кормить лошадей чесноком перед гонкой; ещё один человек заявляет, что он добровольно вызвался защищать лошадей от фанатиков, рьяных болельщиков, которые могут причинить животным вред. Каждого из этих людей прерывает пожилой мужчина, который входит в кадр и, объявив себя истинным знатоком лошадей, требует выгнать конкурента вон.